# مايك غوف
مايك غوف (بالإنجليزية: Mike Goff)‏ هو لاعب كرة قدم أمريكية أمريكي، ولد في 6 يناير 1976 في سبرينغ فالي في الولايات المتحدة.

## وصلات خارجية
- مايك غوف على موقع مرجع كرة القدم المحترفة.كوم (الإنجليزية)